# Aleksander Nalepiński
Aleksander Nalepiński (ur. 1882 w Łodzi, zm. 1968 tamże) – inżynier technolog, mechanik, działacz PPS i organizacji patriotycznych, budowniczy linii kolejowych, nauczyciel, krajoznawca, regionalista łódzki, działacz PTTK.
W 1888 rodzice przenieśli się wraz z dziećmi do Petersburga, gdzie jego ojciec wykładał w Instytucie Górniczym. Kształcił się w Instytucie Technologicznym w Petersburgu, który ukończył ze złotym medalem uzyskując tytuł inżyniera technologa. Pracował jako inżynier mechanik w sławnej fabryce przemysłu metalowego w Petersburgu (Putiłowskiej). 
Działacz PPS oraz organizacji patriotycznych. 
Dla polskich żołnierzy i robotników współorganizował herbaciarnie, będące w okresie caratu polskimi ośrodkami pracy kulturalno-oświatowej w tym środowisku. 
Później pracował przy budowach linii kolejowych na terenie Rosji i Królestwa Polskiego, budując m.in. linię kolejową Herby - Kielce. 
W 1922 r. wrócił do rodzinnej Łodzi i podjął pracę nauczycielską w Państwowej Szkole Włókienniczej wykładając mechanikę i przedmioty pokrewne. W tej samej szkole jako nauczycielka języka polskiego pracowała jego żona Maria Nalepińska (1887–1973).
Wstąpił wtedy do Polskiego Towarzystwa Krajoznawczego PTK, którego działaczką była jego żona. Wspólnie z Marią był organizatorem wystaw, odczytów i wycieczek. Pasję krajoznawczą zaszczepił też na terenie szkoły tworząc szkolne koła turystyczno-krajoznawcze. Działania członków owych kół nie ograniczały się jedynie do poznawania kraju na wycieczkach, ale obejmowały również działania edukacyjne, np. wygłaszanie pogadanek, organizowanie pokazów zdobytych trofeów, opisywanie przebytych tras wycieczek oraz spotkanych tam ludzi i osobliwości krajoznawczych. Była to w założeniu swoista forma przygotowania młodych ludzi do aktywności obywatelskiej, działalności zawodowej i społecznej, w tym krajoznawczo-turystycznej.
Wraz z żoną działał w reaktywowanym po wojnie oddziale PTK a po zjednoczeniu Towarzystw – działał w PTTK, w ramach Komisji Krajoznawczej.
Zmarł 16 września 1968 r., pochowany na Starym Cmentarzu przy ul. Ogrodowej w Łodzi.

## Informacje bibliograficzne
- Słownik biograficzny łódzkich działaczy krajoznawstwa i turystyki, pr. zb. pod red. Jacka K. Ciesielskiego, Łódź 1985
- 70 lat społecznej turystyki i krajoznawstwa w województwie łódzkim, pr. zb. pod red. Kazimierza Hempla, Łódź 1979
- Historia Oddziału Łódzkiego PTTK 1909-2009, pr. zb. pod red. Edmunda Witkowskiego, Elżbiety Korczak, Jolanty Grońskiej, Adama Arndta, Łódź 2009
- Lechosław Fularski 50 lat Oddziału Łódzkiego Polskiego Towarzystwa Turystyczno-Krajoznawczego, Łódź, 2001
- Aleksander Nalepiński. Ziemia. „Narocz i okolice”. 6, czerwiec 1934. (pol.).brak numeru strony